# Marian Jonkajtys
Marian Jonkajtys (ur. 20 maja 1931 w Augustowie, zm. 4 kwietnia 2004 w Warszawie) – polski aktor, reżyser teatralny, poeta, rzeźbiarz, pedagog. Założyciel i wieloletni dyrektor warszawskiego Teatru Rampa.

## Życiorys
Urodził się w Augustowie, w rodzinie nauczycielskiej. Jego rodzice byli pierwszymi nauczycielami (1919 r.) w Szkole Powszechnej w Augustowie. Ojciec – Hieronim Jonkajtys został aresztowany w październiku 1939 i zamordowany przez NKWD (w tym czasie Augustów był już pod okupacją sowiecką). Wcześniej – we wrześniu 1939 w walkach z Sowietami zginął starszy brat Mariana – Bronisław, podchorąży Wojska Polskiego.
13 kwietnia 1940 Marian Jonkajtys wraz z matką Marią, bratem Janem i czterema siostrami: Heleną, Grażyną, Zofią i Teresą, został wywieziony do kołchozu w Północnym Kazachstanie, w okolice Pietropawłowska i Kokczetawu (Grażyna Jonkajtys-Luba, siostra Mariana, swoje wspomnienia z tego okresu spisała w książce: Was na to zdzieś priwiezli, sztob wy padochli – Kazachstan 1940-1946; pierwsze wydanie: Instytut Literacki, Paryż 1981 – jako Maria Januszkiewicz-„Kazachstan”).
Do Polski Jonkajtysowie wrócili po 6 latach katorgi, 30 marca 1946. Zamieszkali w Warszawie, gdzie Marian Jonkajtys podjął naukę w Liceum Ogólnokształcącym im. B. Limanowskiego. Po uzyskaniu matury, przez dwa lata (1950–1952), studiował rusycystykę na Wydziale Filologicznym Uniwersytetu Warszawskiego, a potem został studentem Państwowej Wyższej Szkoły Teatralnej (PWST) im. Aleksandra Zelwerowicza (na Aktorskim Wydziale Estradowym). Ukończył studia (z odznaczeniem) w 1957.
W latach 1957–1959 występował w Teatrze Buffo w Warszawie (debiut 9 marca 1957), w latach 1959–1961 w Teatrze Syrena, w latach 1961–1969 w Teatrze Ludowym (gdzie także reżyserował) oraz Teatrze Nowym. W 1961 był reżyserem pierwszego Konkursu Polskiej Piosenki w Warszawie (wygrała piosenka w wykonaniu Reny Rolskiej.). W 1965 wraz z Wojciechem Młynarskim, Jerzym Derflem i Reną Rolską założył teatrzyk „Dreszczowiec”. Był konferansjerem na Festiwalu Piosenki Radzieckiej w Zielonej Górze.
W 1974 w pomieszczeniach Domu Kultury na Targówku zorganizował teatr muzyczno-estradowy zwany Teatrem na Targówku (późniejsza Rampa) i był jego dyrektorem naczelnym oraz artystycznym. Współpracował z PAGART-em (wielokrotnie wyjeżdżając do USA, Kanady, ZSRR i NRD) oraz Polskim Radiem (Podwieczorek przy mikrofonie). Dla telewizji reżyserował programy rozrywkowe (np. „Teatrzyk Marianowicza” w cyklu „Telewizyjny Leksykon Humoru” – 1967) oraz imprezy estradowe (m.in. Festiwal Polskiej Piosenki Opole '74).
Przez 27 lat był wykładowcą PWST w Warszawie (początkowo jako asystent Ludwika Sempolińskiego i Aleksandra Bardiniego, a od 1968 jako adiunkt), gdzie uczył interpretacji piosenki estradowej.

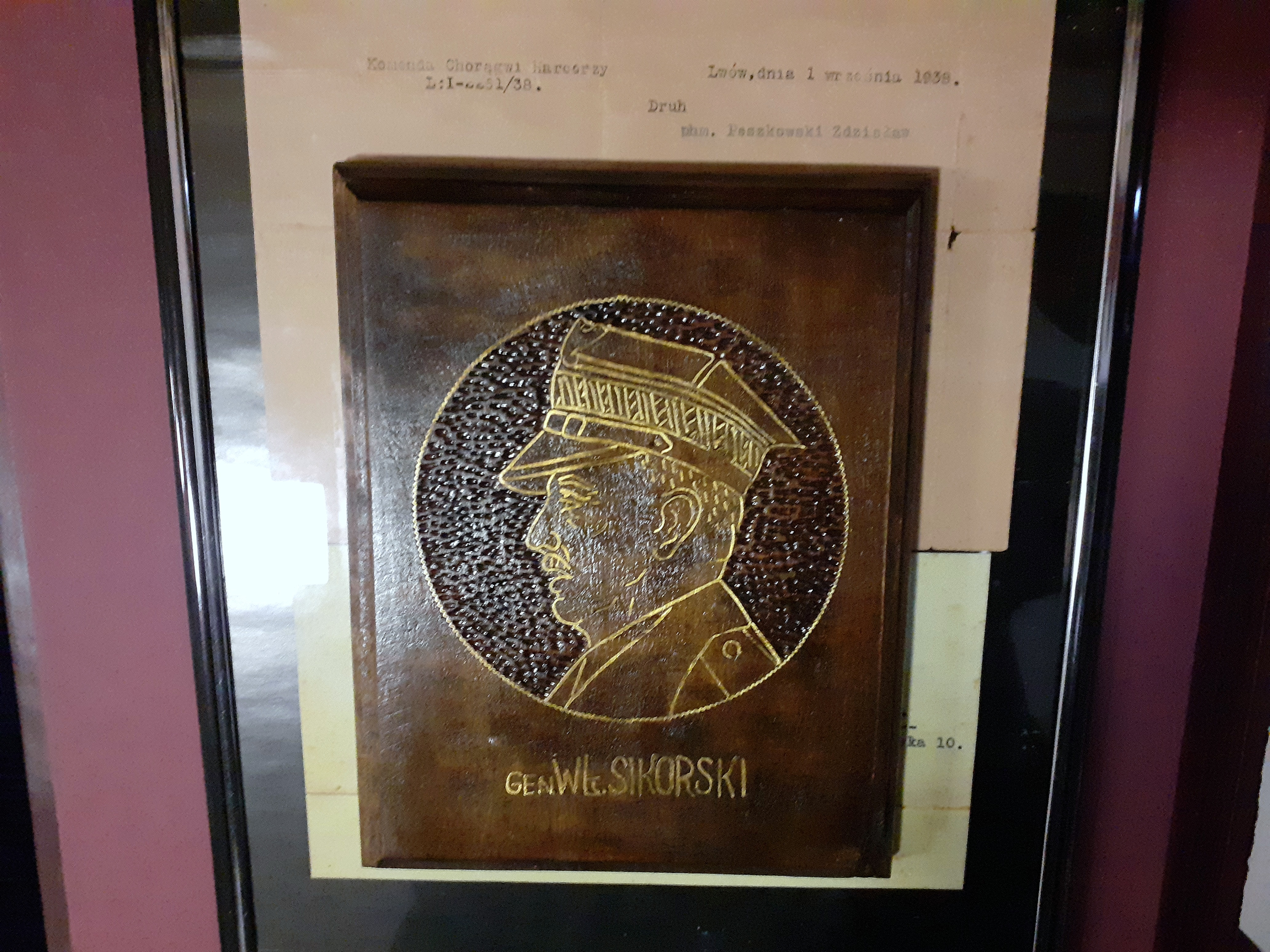
Plakieta przedstawiająca gen. Władysława Sikorskiego autorstwa Mariana Jonkajtysa ofiarowana ks. Zdzisławowi Peszkowskiemu

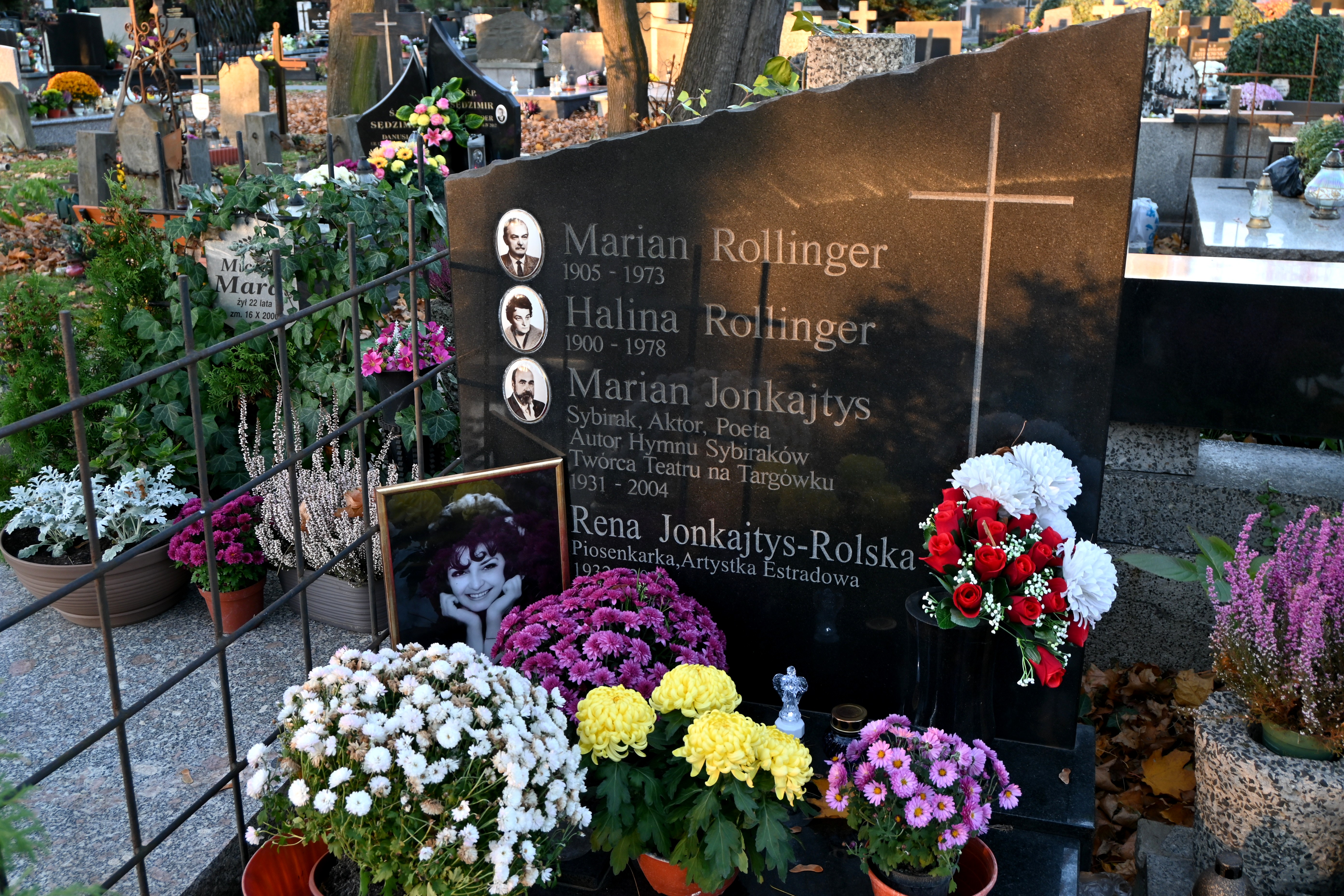
Grób aktora Mariana Jonkajtysa i piosenkarki Reny Rolskiej na Cmentarzu Wojskowym na Powązkach w Warszawie

Po ogłoszeniu stanu wojennego został odwołany przez ówczesne władze z funkcji dyrektora Teatru na Targówku. Nie chcąc występować jako aktor, zajął się metaloplastyką i rzemiosłem artystycznym (zdał egzamin czeladniczy). W rzeźbieniu i inkrustowaniu metalem drewnianych ikon, obrazów i pamiątek pomagała mu żona, piosenkarka Rena Rolska, która również wycofała się z życia estradowego. W latach 1987–2000 mieszkał z rodziną w Sulejówku, gdzie m.in. działał na rzecz odbudowy „Milusina” – domu Marszałka Piłsudskiego.
Po 1989, gdy reaktywowano Związek Sybiraków, pisał wiersze w większości poświęcone męczeństwu polskich zesłańców na Syberii i w Kazachstanie. Najbardziej znanym jest Marsz Sybiraków, do którego muzykę napisał Czesław Majewski. Utwór został oficjalnym hymnem Związku Sybiraków. Jonkajtys zaprojektował i wykonał (metodą inkrustacji) drewniany różaniec sybiracki, którego wagoniki – paciorki inkrustowanymi nazwami miejsc zsyłek Polaków na Syberię symbolizują Polską Golgotę Wschodu. Różaniec ten jako dar Związku Sybiraków został ofiarowany Ojcu Św. Janowi Pawłowi II. Repliki różańca znajdują się w licznych kościołach w kraju. Był także inicjatorem idei Marszu Żywej Pamięci Polskiego Sybiru, który odbywa się od 2001 w Białymstoku.
Zmarł w Warszawie. Został pochowany na Cmentarzu Wojskowym na Powązkach.

## Życie prywatne
W 1965 ożenił się z Reną Rolską. W 1972 urodził im się syn Grzegorz (później absolwent Wydziału Grafiki warszawskiej ASP; autor okładek i ilustracji do niemal wszystkich książek Mariana Jonkajtysa).

## Upamiętnienie
W 2005 jednej z ulic w centrum Augustowa nadano imię Mariana Jonkajtysa. W Sulejówku jest park jego imienia, a w 2009 odsłonięto tam kamień pamiątkowy z tablicą upamiętniającą Mariana Jonkajtysa oraz Sybiraków. W Puławach rondo przy ul. Dęblińskiej nazwane jest Rondem Mariana Jonkajtysa.
W 2009 VI Światowy Zjazd Sybiraków w Szymbarku przyznał Marianowi Jonkajtysowi pośmiertnie nagrodę Ambasadora Sybiraków i "Bursztynowe drzewo".

## Odznaczenia[2]
- Złoty Krzyż Zasługi (1977)
- Odznaka „Zasłużony Działacz Kultury” (1979, 1997, 2001)
- Złota Odznaka Honorowa „Za Zasługi dla Warszawy” (1980)

## Wybrana twórczość
Teatr i film
- role teatralne i reżyseria kilkudziesięciu spektakli w latach 1956–1981[3]
- role filmowe: 1962 Gangsterzy i filantropi; reż. Jerzy Hoffman) (jako lekarz)
- seriale tv: 1994 Gwiazdy tamtych lat (dokumentalny film tv o Renie Rolskiej); reż. i scen. Krzysztof Wojciechowski, Janusz Horodniczy

Poezje
- 1994 My, których ocaliłaś (modlitwa do Pani Jasnogórskiej) wyd. Warszawa ARES ISBN 83-86213-20-5
- 1997 Żywa pamięć. Ze wspomnień rodzinnych z zesłania w Kazachstanie i innych doświadczeń Polaków radzieckim Wschodem notatek wierszem ciąg dalszy wyd. Vipart ISBN 83-87124-03-6
- 1997 10 pieśni sybirackich do wierszy Mariana Jonkajtysa w opracowaniu fortepianowym. Wyd. M. Jonkajtys (przy pomocy finansowej Związku Sybiraków)
- 1998 Różaniec sybiracki (modlitwa Sybiraków w formie różańca opatrzona wstępem ks. Biskupa A. Nosola) wyd. Marian Jonkajtys
- 2003 W Sybiru białej dżungli wyd. Instytut Lwowski (zbiór wierszy) ISBN 83-916009-4-7
- 2006 Sonety Kołymskie wyd. Vipart ISBN 83-87124-59-1 (tomik wierszy o tematyce sybirackiej)